# Liste der Biografien/Das
Liste der Biografien |
Portal Biografien |
Personensuche
# |
A |
B |
C |
D |
E |
F |
G |
H |
I |
J |
K |
L |
M |
N |
O |
P |
Q |
R |
S |
T |
U |
V |
W |
X |
Y |
Z |
?
 
Da |
Db |
Dc |
Dd |
De |
Dg |
Dh |
Di |
Dj |
Dk |
Dl |
Dm |
Dn |
Do |
Dq |
Dr |
Ds |
Du |
Dv |
Dw |
Dy |
Dz
 
Daa |
Dab |
Dac |
Dad |
Dae |
Daf |
Dag |
Dah |
Dai |
Daj |
Dak |
Dal |
Dam |
Dan |
Dao |
Dap |
Daq |
Dar |
Das |
Dat |
Dau |
Dav |
Daw |
Dax |
Day |
Daz
Die Liste der Biografien führt alle Personen auf, die in der deutschsprachigen Wikipedia einen Artikel haben. Dieses ist eine Teilliste mit 289 Einträgen von Personen, deren Namen mit den Buchstaben „Das“ beginnt.

## Das
- Das Bo (* 1976), deutscher RapperDas Bo (* 1976)

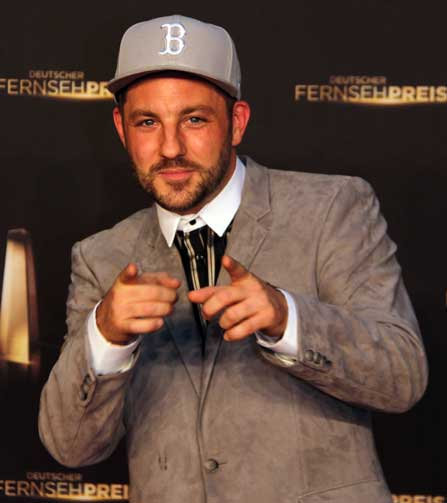
Das Bo (* 1976)

- Das Gezeichnete Ich, deutscher Sänger
- Das Gupta, Buddhadev (1933–2018), indischer Sarod-Spieler
- Das Gupta, Inanendra (* 1888), indischer Chemiker
- Das Gupta, Oliver (* 1974), deutscher Journalist
- Daş, Ahmet (* 2000), türkischer Fußballspieler
- Das, Amar (1479–1574), Guru der Sikhs
- Das, Anice (* 1985), niederländische Eisschnellläuferin
- Das, Anil Kumar (1902–1961), indischer Astronom
- Das, Anita (1951–2018), indische Filmschauspielerin des Oriya-Films
- Das, Bhagavan (1869–1958), indischer Politiker, Theosoph und Gelehrter
- Das, Chittaranjan (1870–1925), bengalischer Rechtsanwalt und Politiker der indischen Unabhängigkeitsbewegung
- Daş, Hasan (* 1998), türkischer Fußballtorhüter
- Das, Hima (* 2000), indische Sprinterin
- Das, Indraneil (* 1964), indischer Biologe und Herpetologe
- Das, Jharana (1945–2022), indische Schauspielerin des Oriya-Films
- Das, Jibananda (1899–1954), bengalischer Lyriker
- Das, Joseph (1930–2008), indischer Geistlicher, römisch-katholischer Bischof von Berhampur (Brahmapur), Indien
- Das, Kristi (* 1986), indische Badmintonspielerin
- Das, Lili (* 1998), indische Leichtathletin
- Das, Litton (* 1994), bangladeschischer Cricketspieler
- Das, Mahadai (1954–2003), guyanische Dichterin
- Das, Mouma (* 1984), indische Tischtennisspielerin
- Das, Nandita (* 1969), indische Schauspielerin und Filmemacherin
- Das, Narayan (* 1993), indischer Fußballspieler
- Das, Neelotpal (* 1982), indischer Schachgroßmeister
- Däs, Nelly (1930–2021), russlanddeutsche Schriftstellerin
- Das, Pushpalata (1915–2003), indische politische Aktivistin und Sozialarbeiterin
- Das, Raghubar (* 1955), indischer Politiker
- Das, Rahul Peter (* 1954), deutscher Indologe, Professor für Südasienstudien
- Das, Rima (* 1977), indische Filmregisseurin, Filmproduzentin und Drehbuchautorin
- Das, Rituparna (* 1996), indische Badmintonspielerin
- Das, Sandeep (* 1970), indischer Tablaspieler und Komponist
- Das, Sarat Chandra (1849–1917), indischer Gelehrter der tibetischen Sprache und Kultur, Spion und Abenteurer, Sprachwissenschaftler und buddhistischer Gelehrter
- Das, Serge (* 1979), belgischer Poolbillardspieler
- Das, Shanti († 2011), indischer Szenenbildner
- Das, Veena (* 1945), indische Anthropologin

### Dasa
- Dasa, Eli (* 1992), israelischer Fußballspieler
- Dasa, Ravindra Svarupa (* 1947), US-amerikanischer Religionswissenschaftler
- Dasan, Selvarajan (* 1962), indischer römisch-katholischer Geistlicher, Koadjutorbischof von Neyyattinkara
- Dasaolu, James (* 1987), britischer Sprinter
- Dasappa, H. C. (1894–1964), indischer Politiker
- Dasaratha, Herrscher der Maurya-Dynastie
- D’Asaro, Pietro (1597–1647), italienischer Maler

### Dasb
- Dasbach, Adolf (1887–1961), deutscher Bergwerksdirektor
- Dasbach, Georg Friedrich (1846–1907), deutscher Geistlicher, Publizist und Verleger sowie Politiker (Zentrum), MdR
- Dasberg, Hagit (* 1961), israelische Filmschauspielerin
- Dasburg, Andrew (1887–1979), US-amerikanischer Maler und Bildhauer

### Dasc
- Dăscălescu, Constantin (1923–2003), rumänischer Politiker
- Dascălu, Nicoleta-Cătălina (* 1995), rumänische Tennisspielerin
- Dascălu, Vlad (* 1997), rumänischer Mountainbiker
- D’Ascanio, Corradino (1891–1981), italienischer Ingenieur
- D’Ascanio, Luca (* 1961), italienischer Drehbuchautor und Filmregisseur
- D’Ascenzi, Giovanni (1920–2013), italienischer römisch-katholischer Geistlicher, Bischof von Arezzo-Cortona-Sansepolcro
- D’Ascenzo, Leonardo (* 1961), italienischer Geistlicher, römisch-katholischer Erzbischof von Trani-Barletta-Bisceglie
- Dasch, Annette (* 1976), deutsche Opern-, Konzert- und Liedersängerin (Sopran)Annette Dasch (* 1976)

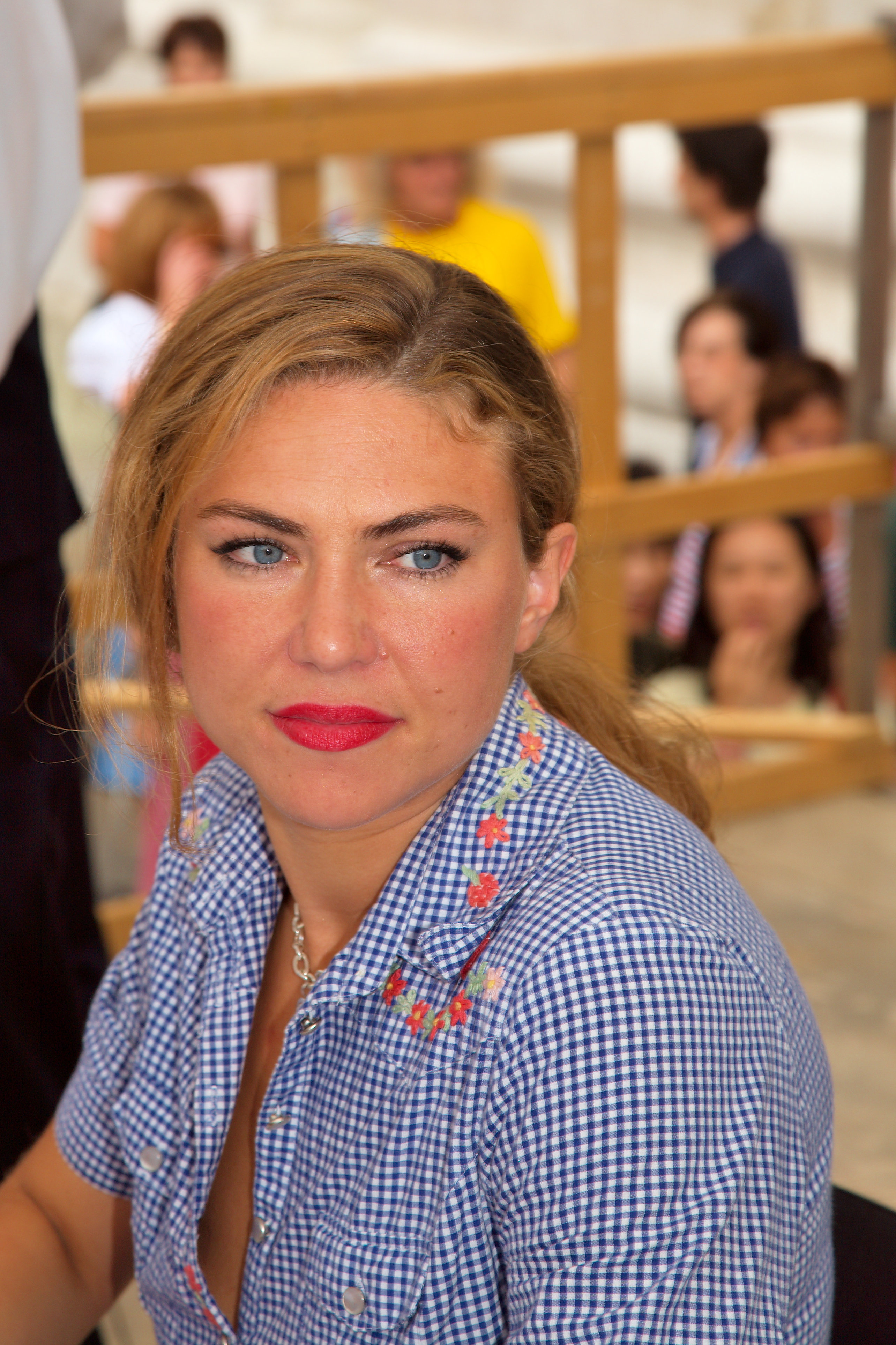
Annette Dasch (* 1976)

- Dasch, Georg († 1578), Bürgermeister von Gotha
- Dasch, George (1877–1955), US-amerikanischer Violinist und Dirigent
- Dasch, George John (1903–1991), deutscher Agent
- Dasch, Hans, deutscher Radrennfahrer
- Dasch, Max (1903–1977), österreichischer Journalist und Mitherausgeber der „Salzburger Nachrichten“
- Dasch, Max (1946–2024), österreichischer Verlagsleiter, Herausgeber der Salzburger Nachrichten
- Dasch, Roswitha (* 1963), deutsche Musikerin
- Dasch, Valentin (1930–1981), deutscher Politiker (CSU), MdL, MdB
- Dascha von Sewastopol (1836–1910), russische Krankenschwester
- Daschajew, Aslan Abdussalajewitsch (* 1989), russischer Fußballspieler
- Daschbach, Richard (* 1937), US-amerikanischer ehemaliger katholischer Geistlicher
- Daschdemberel, Luwsan-Ajuuschiin (* 1940), mongolischer Skilangläufer
- Daschdoorow, Sormuunirschijn (1935–1999), mongolischer Schriftsteller
- Daschdsewegiin Namdschilmaa (* 1944), mongolische Leichtathletin
- Däscher, Andreas (1927–2023), Schweizer Skispringer
- Dascher, Georg (1911–1944), deutscher Handballspieler
- Däscher, Hans (* 1930), Schweizer Skispringer
- Dascher, Ottfried (1936–2025), deutscher Archivar und Historiker
- Daschew, Nik (* 1991), bulgarischer Fußballspieler
- Daschewskaja, Olga Dawidowna (1924–2015), sowjetisch-russische Prähistorikerin
- Daschewski, Alexander Anatoljewitsch (* 1988), russischer Naturbahnrodler
- Daschgai, Bidsjaagiin (* 1935), mongolischer Biathlet und Skilangläufer
- Daschidorschijewa, Tujana Norpolowna (* 1996), russische Bogenschützin
- Daschitschew, Wjatscheslaw Iwanowitsch (1925–2016), russischer Politologe und Historiker
- Daschkewitsch, Sjarhej (* 1982), belarussischer Biathlet
- Daschkewitsch, Wladimir Sergejewitsch (* 1934), russischer Komponist
- Daschkewytsch, Jaroslaw (1926–2010), ukrainischer Historiker, Orientalist und Dissident
- Daschkewytsch, Mykola (1852–1908), ukrainischer Historiker, Literaturkritiker und Volkskundler
- Daschkewytsch, Ostap, Mitgründer des Kosakentums in der Ukraine
- Daschko, Ruslan Sergejewitsch (* 1996), russischer Handballspieler
- Daschkow, Alexei Iwanowitsch († 1733), russischer Diplomat
- Daschkow, Andrei Jakowlewitsch (1775–1831), russischer Botschafter
- Daschkow, Dmitri Wassiljewitsch (1789–1839), russischer Minister und Literat
- Daschkow, Wassili Andrejewitsch (1819–1896), russischer Ethnograph und Mäzen
- Daschkowa, Polina (* 1960), russische Schriftstellerin
- Daschle, Tom (* 1947), US-amerikanischer Politiker
- Däschlein-Gessner, Viktoria (* 1982), deutsche Chemikerin
- Daschner, Franz (* 1940), deutscher Mediziner
- Daschner, Julia (* 1980), deutsche bildgestaltende Kamerafrau und Filmemacherin
- Daschner, Katrina (* 1973), deutsche Fotografin, Künstlerin und Filmemacherin
- Daschner, Lukas (* 1998), deutscher Fußballspieler
- Daschner, Reinhold (* 1969), deutscher Fußballspieler
- Daschner, Stephan (* 1988), deutscher EishockeyspielerStephan Daschner (* 1988)

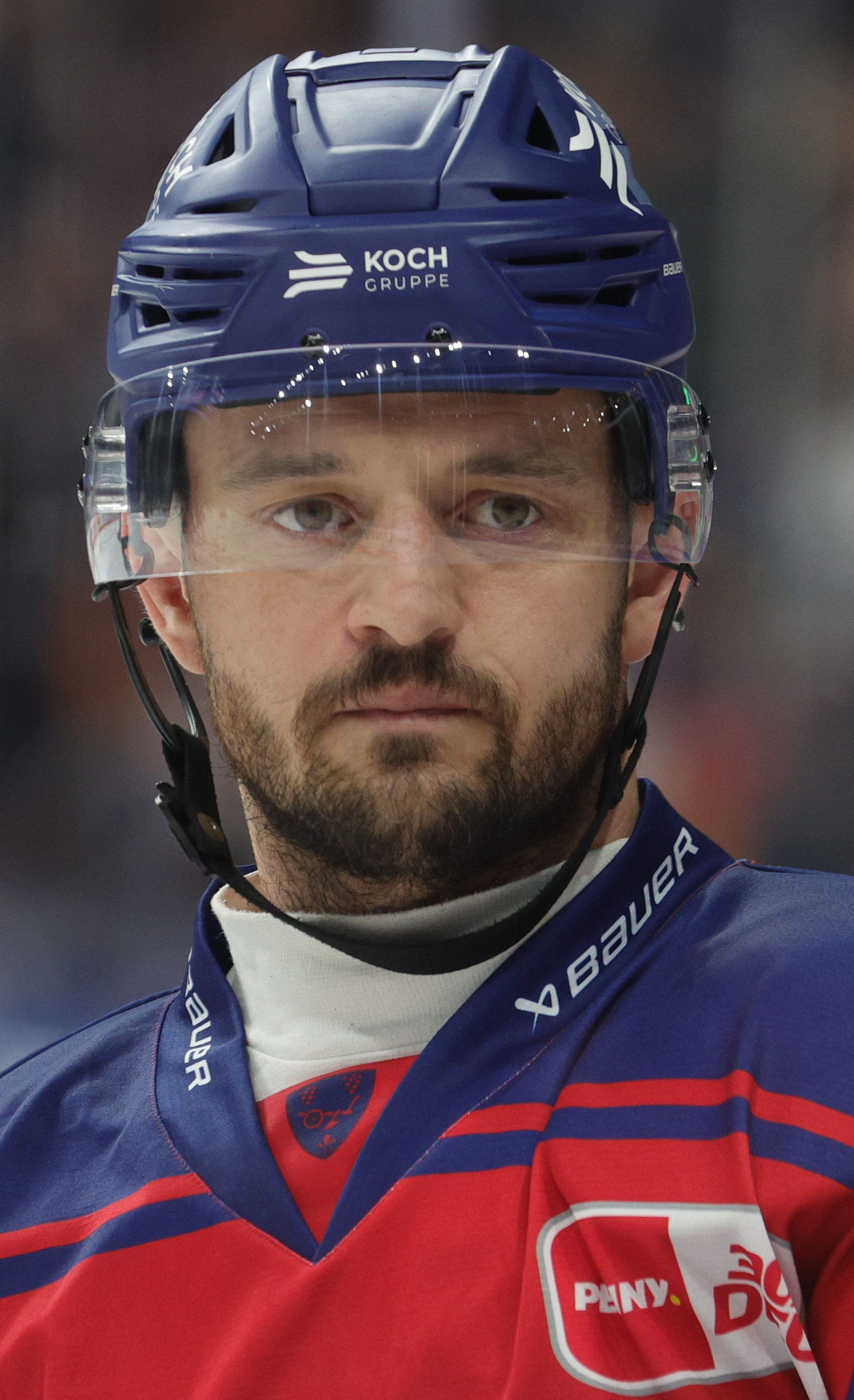
Stephan Daschner (* 1988)

- Daschner, Wolfgang, deutscher Polizist
- Daschnjam, Luwsanlchagwyn (1940–2017), mongolischer Eisschnellläufer
- Daschti, Ali († 1982), iranischer schiitischer Gelehrter, Journalist und Mitglied der Edalat-Partei (Gerechtigkeitspartei) im Iran
- Daschtschynski, Dsmitryj (* 1977), belarussischer Freestyle-Skisportler
- Daschuk, Wiktar (* 1938), belarussischer und sowjetischer Filmregisseur
- Dascoulias, Peter (* 1949), US-amerikanischer Biathlet

### Dasd
- Daşdelen, Aylin (* 1982), türkische Gewichtheberin
- Daşdemir, Merve (* 1987), türkische SängerinMerve Daşdemir (* 1987)

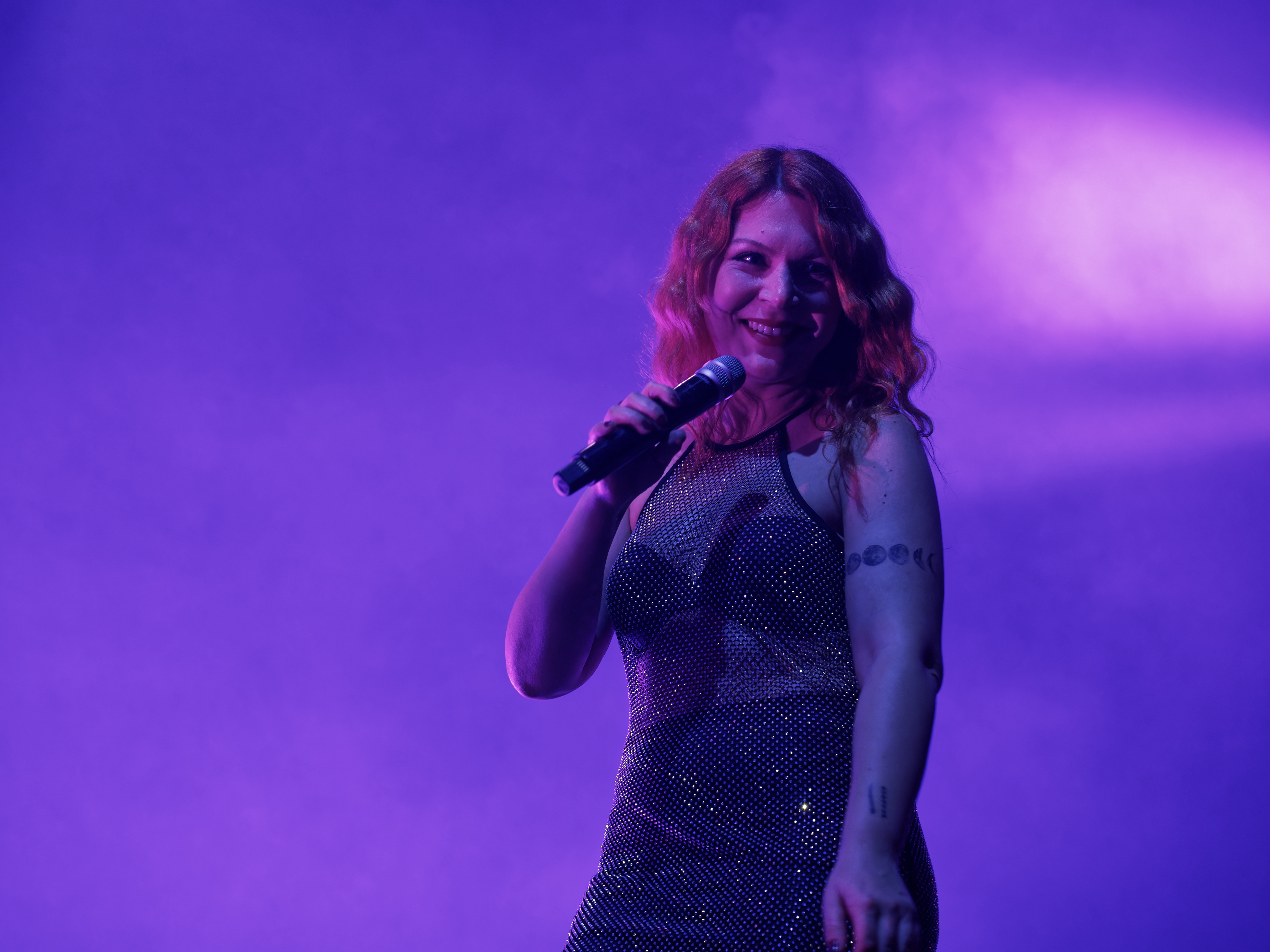
Merve Daşdemir (* 1987)

- Daşdemir, Uğur (* 1990), türkischer Fußballspieler

### Dase
- D’Ase, Dirk (* 1960), österreichischer Komponist flämischer Herkunft
- Dase, Martina (* 1959), deutsche Filmemacherin, TV-Journalistin und Kommunikatorin
- Dase, Zacharias (1824–1861), deutscher Schnellrechner und Mathematiker
- Dašek, Rudolf (1933–2013), tschechischer Jazzgitarrist
- Dašek, Václav (1887–1970), tschechischer Bauingenieur und Ingenieurwissenschaftler
- Dasen, Georg (1568–1643), deutscher Mathematiker, Hochschullehrer und Rektor
- Dasen, Véronique (* 1957), Schweizer Klassische Archäologin
- Dasenbrock, Dirk (1954–2021), deutscher Schriftsteller und Journalist
- Daser, Franz (1805–1892), deutscher Verwaltungsbeamter
- Daser, Josef (* 1965), deutscher Schauspieler
- Daser, Ludwig († 1589), deutscher Komponist und Kapellmeister
- Daser, Ludwig Hercules (1705–1784), deutscher lutherischer Theologe
- Daser, Mario (* 1988), deutscher Boxer
- Daser, Peter (* 1971), österreichischer Hörfunkjournalist
- Daser, Wilhelm (1884–1968), deutscher Generalleutnant der Wehrmacht

### Dasg
- Daşgün, Tarık (* 1973), türkischer Fußballspieler und -trainer
- Dasgupta, Alokeranjan (1933–2020), indischer Dichter und Literaturwissenschaftler
- Dasgupta, Amiya (1924–1994), indischer Sitar- und Surbaharspieler, Komponist und Musikpädagoge
- Dasgupta, Biplab (1938–2005), indischer Wirtschaftswissenschaftler und Politiker
- Dasgupta, Chandrashekhar (1940–2023), indischer Diplomat
- Dasgupta, Chidananda (1921–2011), indischer Filmkritiker, Filmhistoriker, Autor und Filmemacher
- Dasgupta, Partha (* 1942), britischer Wirtschaftswissenschaftler
- Dasgupta, Prabuddha (1956–2012), indischer Werbe- und Modefotograf
- Dasgupta, Probal (* 1953), indischer Sprachwissenschaftler
- Dasgupta, Purnamita, indische Wirtschaftswissenschaftlerin
- Dasgupta, Rana (* 1971), britisch-indischer Schriftsteller
- Dasgupta, Sukumar (* 1907), indischer Filmregisseur des bengalischen Films
- Dasgupta, Surendranath (1885–1952), Sanskritgelehrter und Philosoph

### Dash
- Dash Berlin (* 1979), niederländischer Trance-DJ und -Produzent
- Dash, Damon (* 1971), US-amerikanischer Unternehmer
- Dash, J. Gregory (1923–2010), US-amerikanischer Physiker
- Dash, Julian (1916–1974), US-amerikanischer Jazzmusiker
- Dash, Julie (* 1952), US-amerikanische Filmemacherin
- Dash, Mike (* 1963), britischer Autor und Herausgeber
- Dash, Roscoe (* 1990), US-amerikanischer Rapper
- Dash, Samuel (1925–2004), US-amerikanischer Rechtsanwalt, Rechtsberater der Demokraten in der Watergate-Affäre
- Dash, Sarah (1945–2021), US-amerikanische Soulsängerin afroamerikanischer Abstammung
- Dash, Stacey (* 1967), US-amerikanische SchauspielerinStacey Dash (* 1967)

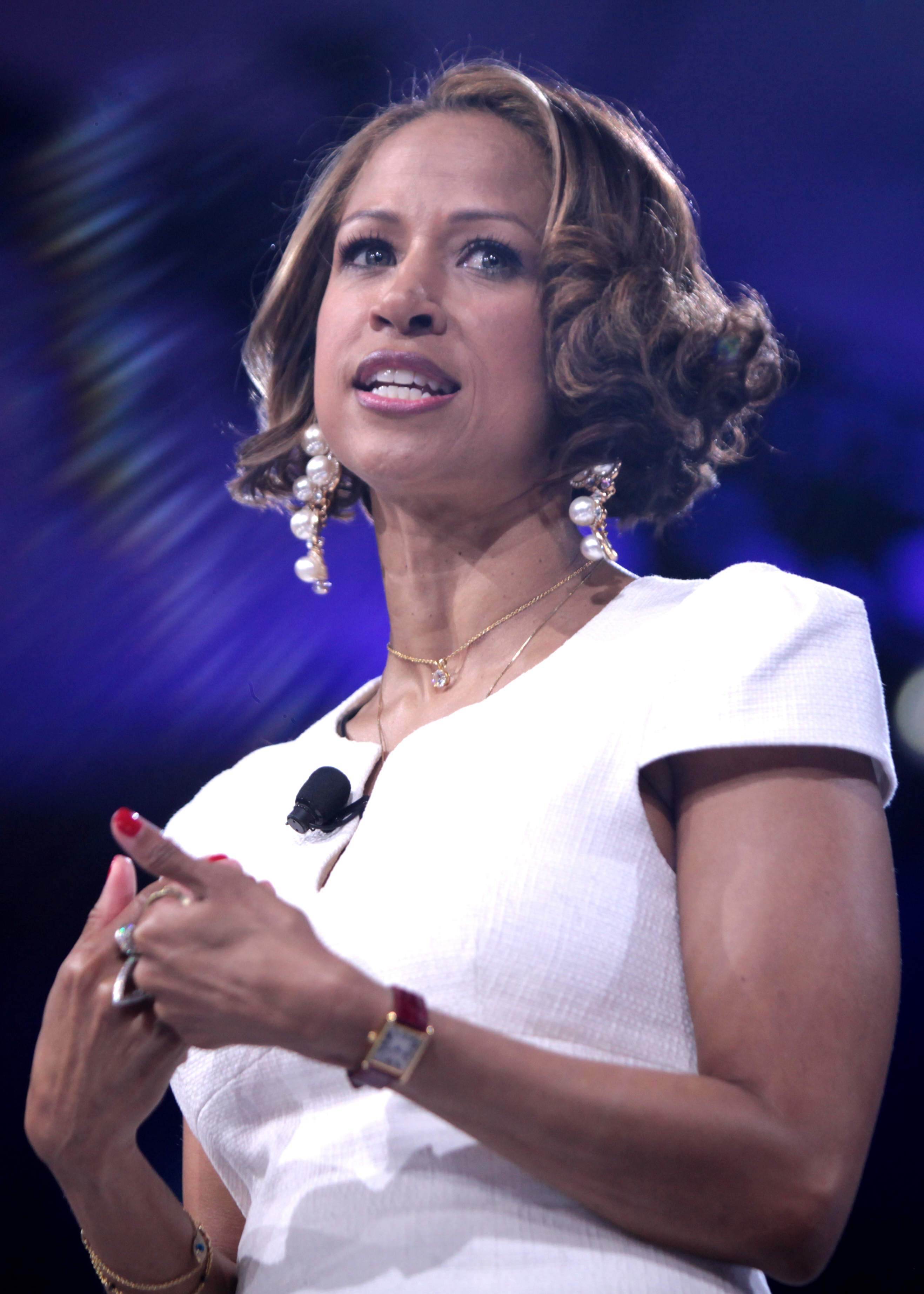
Stacey Dash (* 1967)

- Dasha (* 2000), US-amerikanische Country-Sängerin
- Dashen, Roger (1938–1995), US-amerikanischer theoretischer Physiker
- Dasher, Charles L. (1900–1968), US-amerikanischer Offizier, Generalmajor der US Army
- Dasher, Erica (* 1985), US-amerikanische Schauspielerin
- Dashiell, Christie (* 1988), amerikanische Jazzmusikerin (Gesang, Komposition)
- Dashner, James (* 1972), US-amerikanischer Schriftsteller
- Dashti, Rola (* 1964), kuwaitische Politikerin und UN-Funktionärin
- Dashwood, Francis, 11. Baron le Despencer (1708–1781), britischer Politiker
- Dashwood, Tenille (* 1989), australische WrestlerinTenille Dashwood (* 1989)

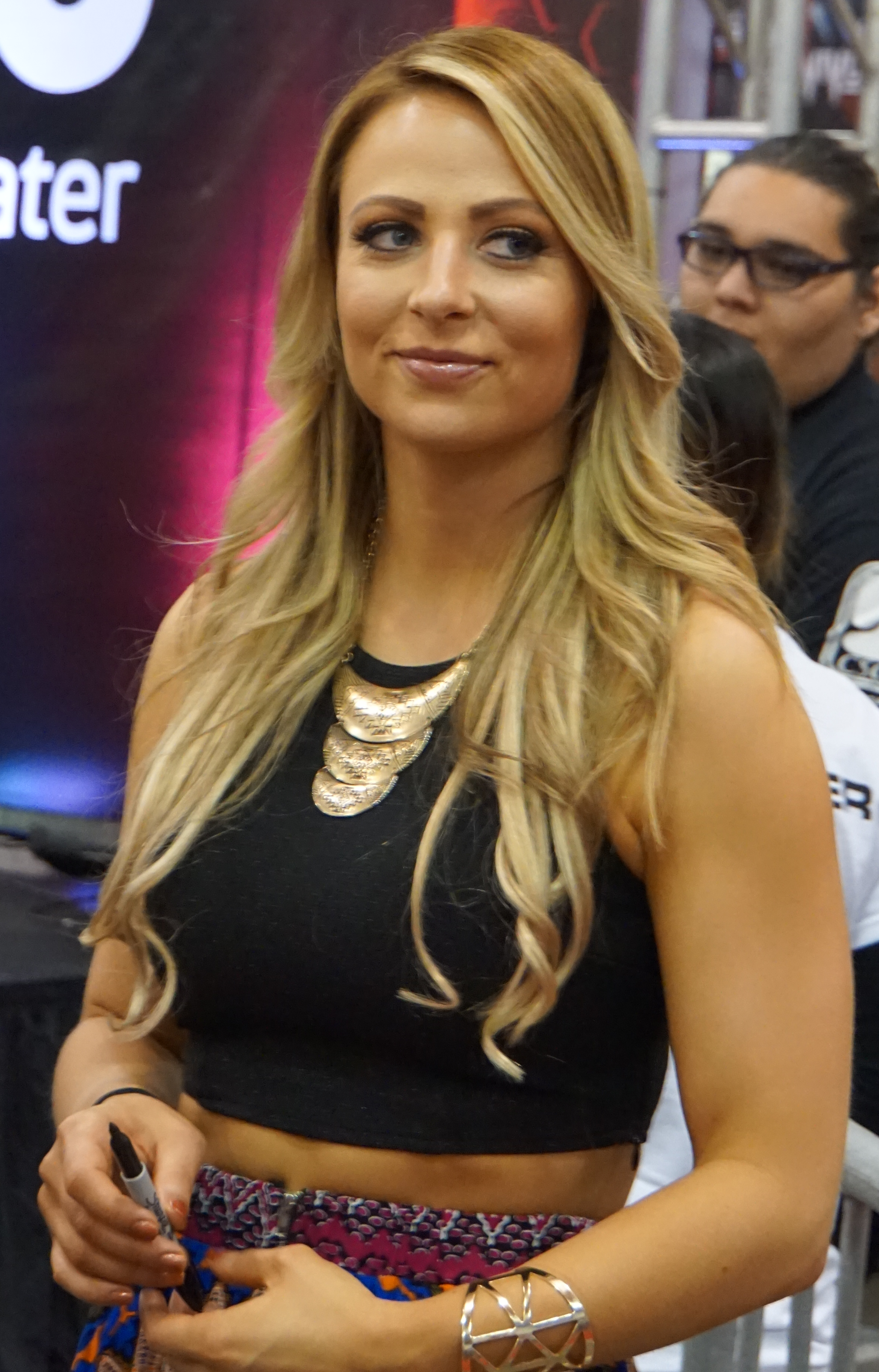
Tenille Dashwood (* 1989)

### Dasi
- Dašić, Vladimir (* 1988), montenegrinischer Basketballspieler
- Dašić-Kitić, Svetlana (* 1960), bosnische Handballspielerin
- DaSilva, Dan (* 1985), kanadischer Eishockeyspieler und -trainer
- DaSilva, Douglas (* 1965), US-amerikanischer Komponist und Gitarrist
- Dasilva, Jay (* 1998), englischer Fußballspieler
- Dasilva, Josh (* 1998), englischer Fußballspieler
- DaSilva, Paulo (* 1970), deutscher Musiker, Produzent und Songwriter
- Dasing, Anna († 1594), Opfer der Hexenverfolgung
- Dasio, Maximilian (1865–1954), deutscher Maler und Medailleur

### Dask
- Daska, Mamitu (* 1983), äthiopische Langstreckenläuferin
- Daskalakis, Ariadne (* 1969), US-amerikanische Geigerin, Musikpädagogin
- Daskalakis, Constantinos (* 1981), griechischer theoretischer Informatiker
- Daskalakis, Iosif (* 1982), griechischer Fußballtorhüter
- Daskalogiannis († 1771), griechischer FreiheitskämpferDaskalogiannis († 1771)

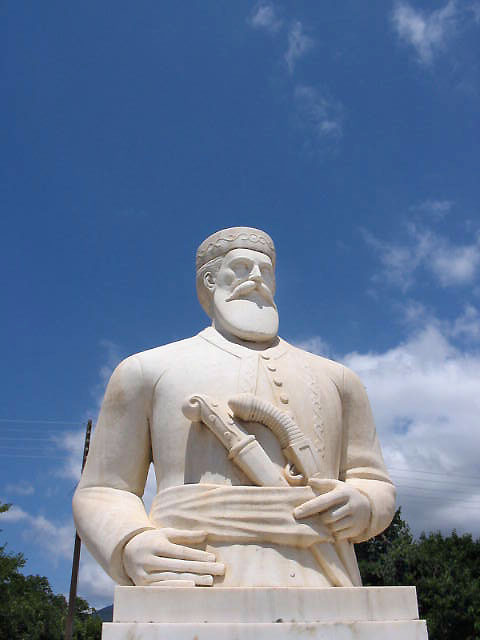
Daskalogiannis († 1771)

- Daskalopoulos, Panagiota, griechisch-US-amerikanische Mathematikerin
- Daskalow, Christo (1903–1983), bulgarischer Biologe
- Daskalow, Georgi (* 1981), bulgarischer Fußballspieler
- Daskalow, Raiko (1886–1923), bulgarischer Politiker und Diplomat
- Daskalow, Stojan (1909–1985), bulgarischer Schriftsteller
- Daske, Martin (* 1962), deutscher Komponist, audio artist und Hörspielmacher
- Daske, Sven (* 1977), deutscher Karambolagespieler
- Daski, Mike (1929–2021), kanadischer Eishockeyspieler und -trainer, Basketballspieler und -trainer, Footballspieler und Curler
- Dasko, Michail Antonowitsch (* 1961), russischer Langstreckenläufer
- Daskylos, Vater des Mermnaden Gyges, des Königs von Lydien

### Dasm
- Dasmann, Raymond (1919–2002), US-amerikanischer Naturschutzbiologe, Professor für Ökologie und Gründer des Biosphären-Programms der UNESCO

### Dasn
- Dasnières de Veigy, Jonathan (* 1987), französischer Tennisspieler

### Daso
- Daso (1981–2018), deutscher DJ und Musikproduzent
- Dasopang, Marwan (* 1962), indonesischer Politiker
- Dasor, Emmanuel (* 1995), ghanaischer Sprinter
- Dasoul, Denis André (1983–2017), belgischer Fußballspieler
- Dasović, Mirjana (* 2001), serbische Kugelstoßerin
- Dasovsky, Hermine (1903–1964), Wiener Gastwirtin

### Dasp
- Daspre, André (1928–2013), französischer Romanist und Literaturwissenschaftler
- d’Aspre, Konstantin (1789–1850), österreichischer General
- d’Aspremont Lynden, Geoffroy (1904–1979), belgischer Diplomat
- d’Aspremont-Lynden, Guillaume (1815–1889), belgischer Politiker

### Dass
- Dass, Petter († 1707), norwegischer Lyriker und Psalmendichter
- Dassagaté, William (* 1993), beninischer Fußballspieler
- Dassajew, Rinat Faisrachmanowitsch (* 1957), russischer FußballtorhüterRinat Faisrachmanowitsch Dassajew (* 1957)

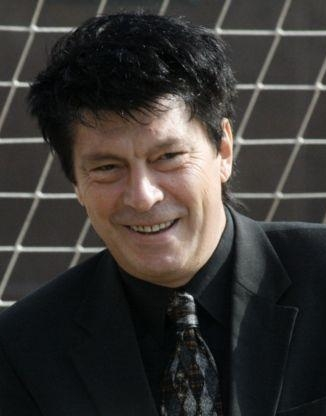
Rinat Faisrachmanowitsch Dassajew (* 1957)

- Dassanayake, D. M. (1953–2008), sri-lankischer Politiker
- Dassanowsky, Christian Johann Nepomuk (1780–1839), österreichischer Hofbeamter
- Dassanowsky, Elfi von (1924–2007), österreichische Opernsängerin (Mezzosopran), Pianistin und Filmproduzentin
- Dassanowsky, Heinrich Franz von (1813–1892), österreichischer Beamter
- Dassanowsky, Leopold Johannes (1737–1815), österreichischer Hofbeamter und k.k. Hofpoststalldirektor
- Dassanowsky, Robert von (1960–2023), österreichisch-amerikanischer Kultur- und Filmhistoriker, Schriftsteller und Filmproduzent
- Dassau, Robert (* 1903), deutscher politischer Funktionär (KPD)
- Dassault, Darius Paul (1882–1969), französischer General und Mitglied der Résistance
- Dassault, Marcel (1892–1986), französischer LuftfahrtunternehmerMarcel Dassault (1892–1986)

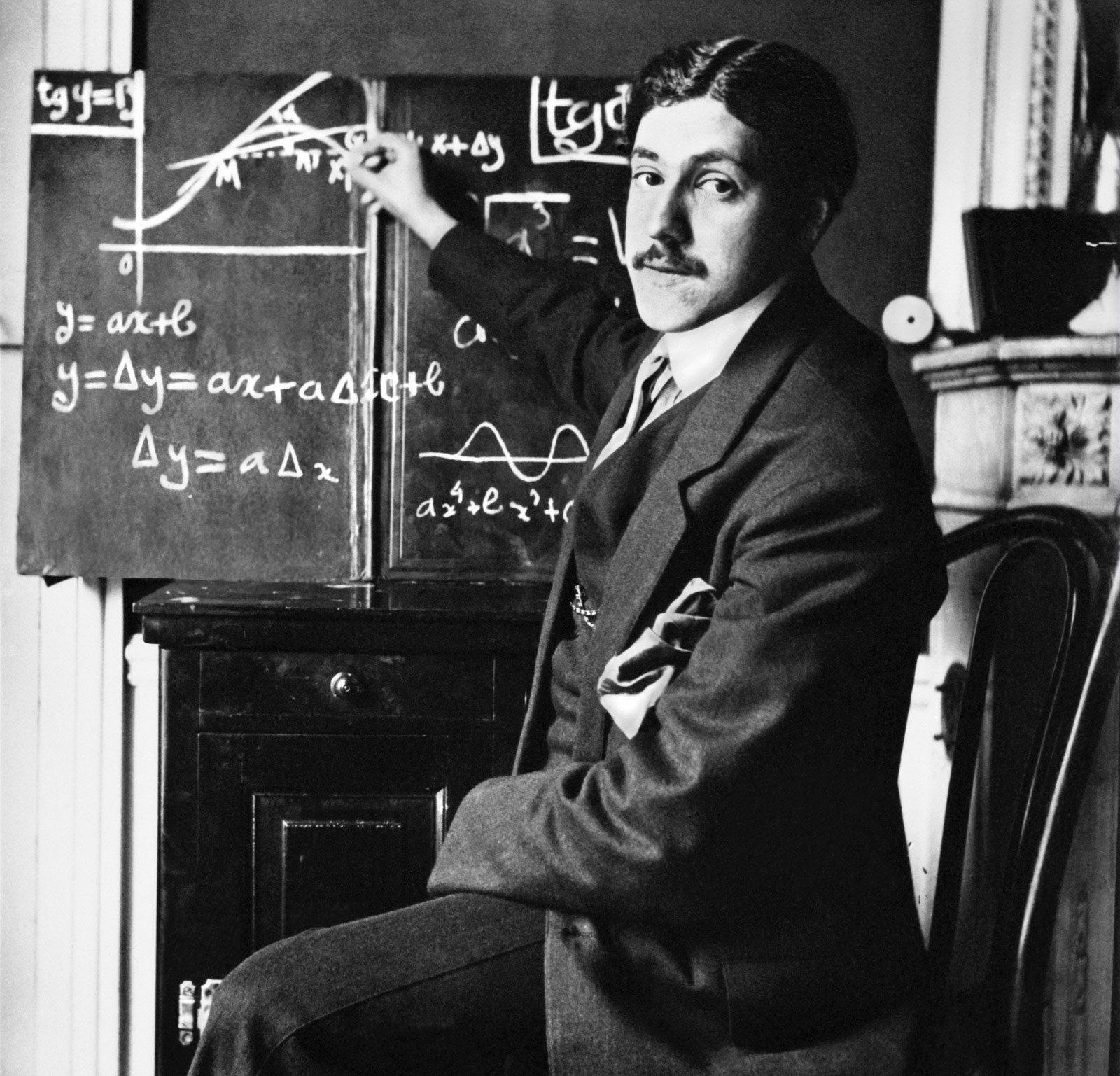
Marcel Dassault (1892–1986)

- Dassault, Olivier (1951–2021), französischer Politiker
- Dassault, Serge (1925–2018), französischer Verleger und Politiker
- Daßdorf, Karl Wilhelm (1750–1812), deutscher Bibliothekar, Dichter und Publizist
- Dasse, Bonnie (* 1959), amerikanische Leichtathletin
- Dasse, Gabriele (* 1960), deutsche Politikerin (Bündnis 90/Die Grünen und GAL-Hamburg), MdHB
- Dassel, Adolf I. von († 1224), Graf von Dassel und Ratzeburg, Marschall von Westfalen
- Dassel, Adolf II. von (1210–1257), deutscher Graf
- Dassel, Albrecht von (1602–1657), Ratsherr der Hansestadt Lübeck
- Dassel, August von (1784–1868), preußischer Generalmajor
- Dassel, Christian Konrad Jakob (1768–1845), deutscher evangelischer Geistlicher und Pädagoge
- Dassel, Ernst von (1848–1918), preußischer Offizier, zuletzt Generalmajor
- Dassel, Georg (1852–1934), deutscher Unternehmer, Marmorfabrikant und Mäzen
- Dassel, Georg von (1629–1687), deutscher Politiker
- Dassel, Gustav Adolph von (1816–1894), Landstallmeister
- Dassel, Hanno von (1850–1918), preußischer Offizier, zuletzt Generalleutnant
- Dassel, Hartwig von (1557–1608), Rat und Autor mehrerer Schriften der Rechtswissenschaft
- Dassel, Hartwig von (1861–1933), deutscher Vizeadmiral der Reichsmarine
- Dassel, Hermann von (1860–1936), Hamburger Richter und Politiker, MdHB
- Dassel, Herminia Borchard (1821–1857), deutschamerikanische Porträt-, Landschafts- und Genremalerin der Düsseldorfer Schule
- Dassel, Johann von (1781–1859), deutscher Politiker
- Dassel, Johannes von (1863–1928), deutscher General der Infanterie der Reichswehr
- Dassel, Karin von (1928–2013), deutsche Filmschauspielerin, Rechtsanwältin und Notarin
- Dassel, Ludolf I. von, Graf von Dassel
- Dassel, Ludolf II. von, Graf von Dassel
- Dassel, Ludolf IV. von, Graf
- Dassel, Ludolf V. von, Graf, Erbauer der Burg Grebenstein
- Dassel, Lutke von (1474–1537), deutscher Patrizier, Bürgermeister von Lüneburg
- Dassel, Margareta I. von (1606–1667), Äbtissin im Kloster Medingen
- Dassel, Margareta II. von (1640–1680), Äbtissin des Klosters Medingen
- Dassel, Reinold I. von, Graf
- Dassel, Stephan von (* 1967), deutscher Politiker (Bündnis 90/Die Grünen), Bezirksbürgermeister von Berlin-Mitte
- Dassen, Laurens (* 1985), niederländischer Politiker und ehemaliger Banker
- Dassetto, Enrico (1874–1971), italienisch-schweizerischer Komponist und Dirigent
- Dassie, Larry († 1986), US-amerikanischer Basketballspieler
- Dassin, Joe (1938–1980), französischer Chanson-Sänger
- Dassin, Jules (1911–2008), US-amerikanischer Filmregisseur und Filmproduzent
- Dassing, Oliver, deutscher Schauspieler
- Dassler, Adolf (1900–1978), deutscher Unternehmer und Gründer von AdidasAdolf Dassler (1900–1978)

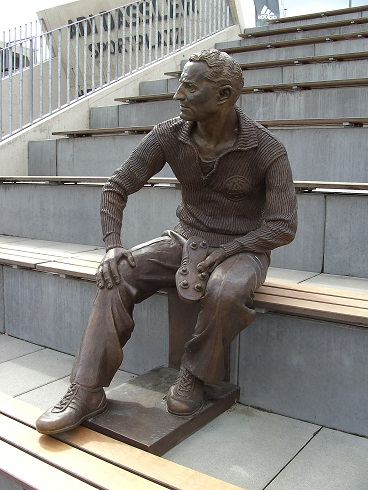
Adolf Dassler (1900–1978)

- Daßler, Adolf (* 1907), deutscher Landrat
- Dassler, Armin (1929–1990), deutscher Sportschuhfabrikant
- Dassler, Britta (* 1964), deutsche Politikerin (FDP), MdB
- Daßler, Burkhardt (* 1940), deutscher Judoka
- Daßler, Georg (1922–1978), deutscher Jurist und Kommunalpolitiker (CSU)
- Däßler, Hans-Günther (1925–2023), deutscher Pflanzenchemiker und Immissionsforscher sowie Hochschullehrer
- Dassler, Herbert (1902–1957), deutscher Politiker (NSDAP), MdR
- Dassler, Horst (1936–1987), deutscher Unternehmer
- Daßler, Jan-Türk (* 1962), deutscher Volleyballspieler
- Dassler, Jonas (* 1996), deutscher Theater- und FilmschauspielerJonas Dassler (* 1996)

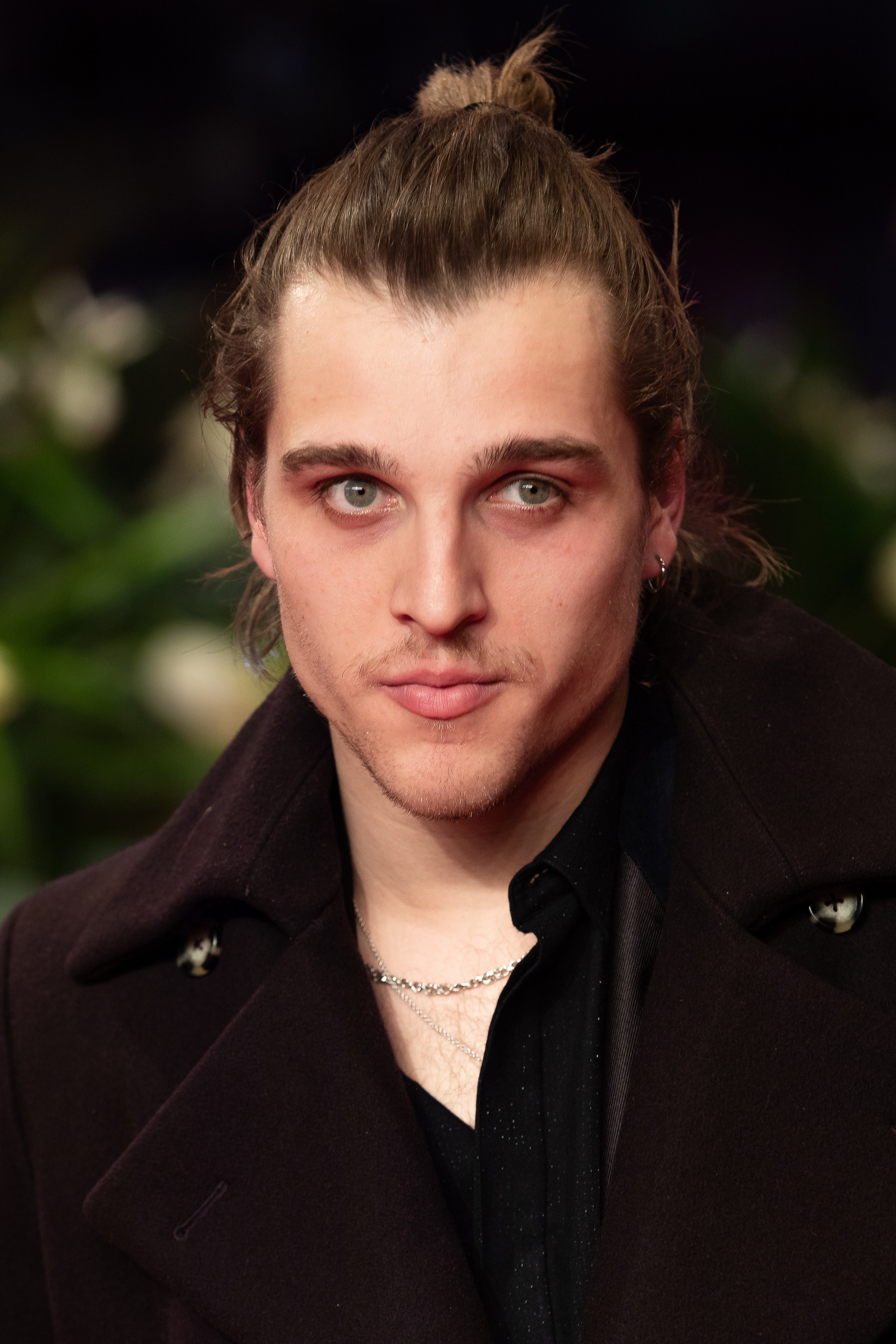
Jonas Dassler (* 1996)

- Dassler, Käthe (1917–1984), deutsche Unternehmerin, Geschäftsführerin von Adidas
- Dassler, Reinhard (1933–2023), deutscher Maler und Grafiker
- Dassler, Rudolf (1898–1974), deutscher Unternehmer
- Dassler, Stefan (1962–2023), deutscher Sachbuchautor und Wirtschaftspädagoge
- Daßler, Uwe (* 1967), deutscher Schwimmer, Olympiasieger
- Dassmann, Ernst (* 1931), deutscher Kirchenhistoriker, Patrologe und Christlicher Archäologe
- Dassonville, Michel (1927–2012), US-amerikanischer Romanist und Französist französischer Herkunft
- Dassonville, William (1879–1957), amerikanischer Fotograf und Papierproduzent
- Dassov, Theodor (1648–1721), Sprachwissenschaftler und evangelischer Theologe
- Dassow, Franziska, deutsche Theaterschauspielerin
- Dassow, Jürgen (* 1947), deutscher Mathematiker und Professor für Informatik, Gründungsrektor
- Dassow, Nicolaus (1639–1706), deutscher Theologe
- Dassu, Baldovino (* 1952), italienischer Golfer
- Dassy, Jean-Joseph (1791–1865), französischer Historien- und Kirchenmaler sowie Lithograf

### Dast
- Daştan, Muhammed Batuhan (* 1997), türkischer Schachspieler
- Dastanoğlu, Rüstəm (* 1960), aserbaidschanischer Schriftsteller, Publizist
- Dastarbandan, Toktam (* 2001), iranische Leichtathletin
- Dasté, Jean (1904–1994), französischer Schauspieler und Theaterregisseur
- d’Aste, Stefano (* 1974), italienischer Automobilrennfahrer
- Dastgir, Anoush (* 1989), afghanischer Fußballspieler
- Dastich, Lea Johanna (* 2000), deutsche Eiskunstläuferin
- Dastin, John, britischer Geistlicher und Alchemist
- Dastis, Alfonso (* 1955), spanischer Diplomat und Politiker
- Dastmalchi, Hamid (* 1952), amerikanisch-iranischer Pokerspieler
- Dastmalchian, David (* 1977), US-amerikanischer Schauspieler und DrehbuchautorDavid Dastmalchian (* 1977)

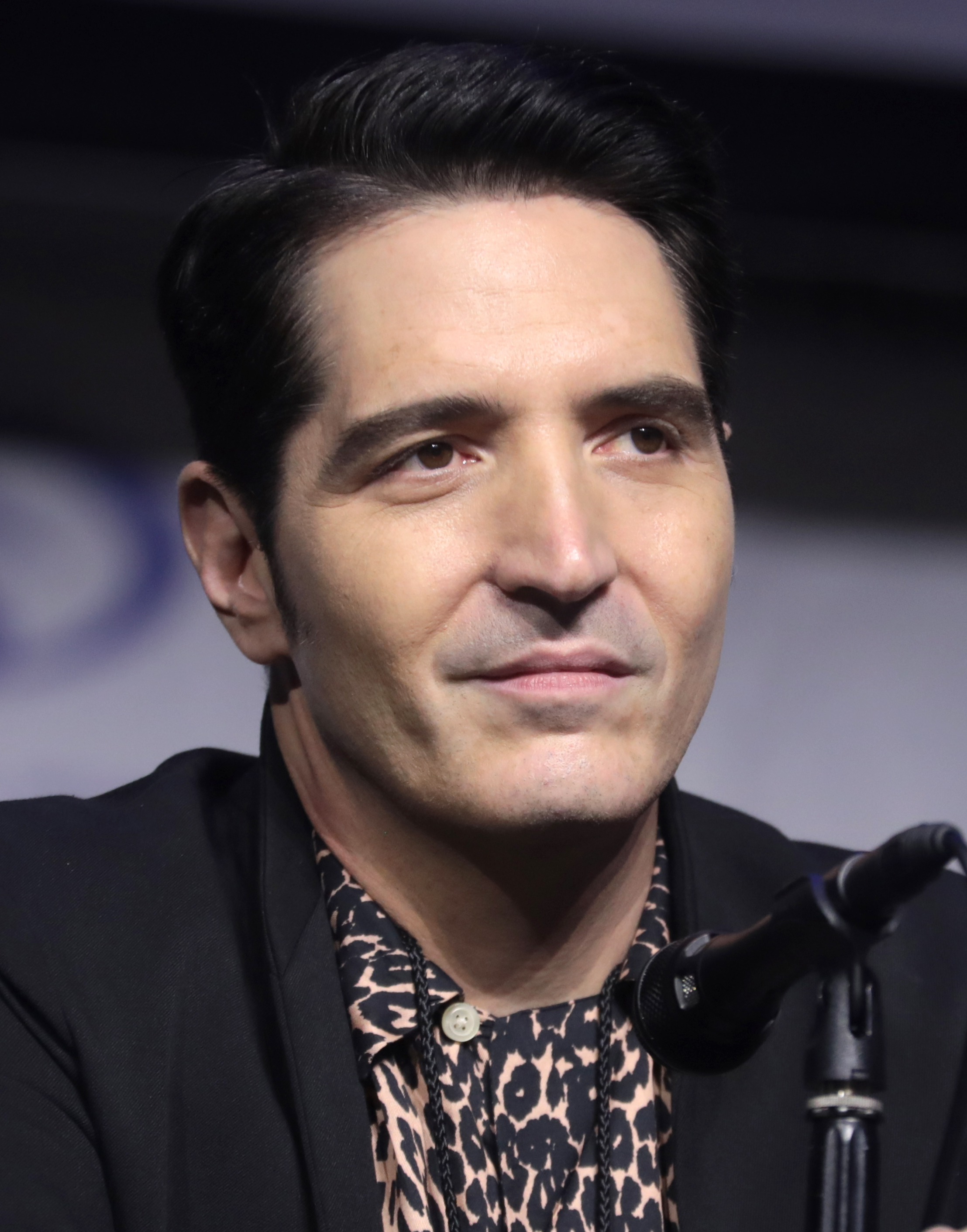
David Dastmalchian (* 1977)

- Dästner, Christian (1944–2002), deutscher Jurist und Verwaltungsbeamter
- Daston, Lorraine (* 1951), US-amerikanische Wissenschaftshistorikerin
- Dastur, Amyra (* 1993), indische Schauspielerin und Model

### Dasu
- Dasuda, Dary, nigrischer Boxer
- Dasuki, Yonathan Suryatama (* 1985), indonesischer Badmintonspieler
- Dasumius Rusticus, Publius, römischer Politiker, römischer Konsul
- Dasumius Tullius Tuscus, Lucius, römischer Suffektkonsul (152)

### Dasy
- Dasypodius, Conrad, Schweizer Mathematiker und Astronom
- Dasypodius, Petrus († 1559), humanistischer Lehrer und Lexikograf

### Dasz
- Daszak, Peter, Zoologie; Epidemiologe
- Daszek, Michał (* 1992), polnischer Handballspieler
- Daszewski, Wiktor A. (1936–2021), polnischer Klassischer Archäologe
- Daszyński, Ignacy (1866–1936), polnischer Politiker, Mitglied des Sejm und Ministerpräsident Polens